# Claude Chalaguier
Claude Chalaguier, né le 18 janvier 1936 à Perpignan et mort le 20 janvier 2019 à Rillieux-la-Pape,, est un auteur et metteur en scène français. 
Il est connu pour son travail avec le Groupe Signes. Son théâtre n’est pas un théâtre de texte mais plutôt un théâtre à la fois corporel, théâtre de danse et théâtre d’objets, avec une troupe composée « d’acteurs ordinaires et d’acteurs extraordinaires » (ailleurs considérés comme handicapés).
Docteur ès lettres, il est auteur d'une thèse en sciences de l'éducation soutenue en 1988 : Des droits de la différence aux droits de la ressemblance pour les handicapés mentaux.

## Le Groupe Signes
En 1983, Claude Chalaguier créé le Groupe Signes, une compagnie de théâtre qui réunit des acteurs dits handicapés et d'autres dont on ne le dit pas. Une aventure dans laquelle se sont engagés des hommes et des femmes, venus de tous les horizons, pour tenter de changer le regard sur la personne en situation de handicap.
Les créations du Groupe Signes reposent sur une forme théâtrale innovante et sensible, une forme contemporaine, à la croisée du théâtre, de la danse et des arts plastiques. Un théâtre engagé, parfois provocateur et impertinent, mais toujours sensible et poétique.
À cette même époque (1982-1983), Claude Chalaguier rencontre un jeune réalisateur, Eric Ferrier, qui s'engagera auprès de lui dans cette aventure artistique et humaine. Une rencontre qui fut déterminante pour la suite de leurs parcours créatifs. Ensemble, pendant plus de 35 ans, ils collaboreront à la réalisation d'une dizaine de films, expérimentant alors un mode d’écriture, entre réalité et fiction, théâtre et cinéma.

## Œuvres

### Créations théâtrales
- 1983 : Une ardoise de silence
- 1987 : Presqu’il(e)
- 1990 : La pendule noire
- 1993 : Romain, terre fragile
- 1993 : Discours d’amoureux, hommage à Roland Barthes, spectacle en langue des signes, interprétés par les comédiens de l’A.C.A.L.
- 1995 : Papier, ou les contre-écritures
- 1998 : Invent’air, ou les années vitesses
- 1998 : Les escales du regard
- 2001 : Fabulosas Fabulas, créé dans le cadre d’un projet européen pour la ville de Porto
- 2001 : Les ogres
- 2003 : Jane et Jonas
- 2004 : Conto Conti
- 2005 : Sourire vide en temps de guerre
- 2006 : Les Ogres, acte II
- 2016 : Voix publiques de femmes au Lavoir

### Filmographie - Vidéographie
- Une ardoise de silence, 1986, 40 min
- La pendule noire, 1991, 15 min
- L’enfant rêvé, 1989, 26 min
- Discours Amoureux, 1994, 26 min
- Romain, Terre Fragile, 1995, 18 min
- Signes par signes, 1998, 13 min
- Papier ou les contre-écritures, 2001, 22 min
- Fabulosas Fabulas, 2001, 15 min
- Les Ogres, 2005, 30 min
- Sourire vide en temps de Guerre, 2013, 48 min

### Publications
- L'expression Corporelle, Bayard Éditions, 1974 (en collaboration avec Henri Bossu)
- Le jeu de L'Expression et l'Imaginaire, Communiquer avec l'Enfant, Éditions Fleurus, 1979 (En collaboration avec Gérard Mallen)
- Travail Culture et Handicap, Éditions Bayard, 1992
- Fernand Deligny, 50 ans d'asile, Éditions Erès, 1998
- Une aussi longue étreinte avec le théâtre. Le Groupe Signes: Écrits croisés, Éditions L'Harmattant, Collection Le Croquant, 2010

Il a collaboré à la publication de :
- Professionnels auprès des personnes handicapées, Éditions Privat, 1997
- Connaître le handicap, reconnaître la personne, Éditions Erès, 1999
- L'éducateur d'une métaphore à l'autre, Éditions Erès, 2004

Il participe au comité de rédaction de la revue Reliance, nouvelle revue de situation de handicap, de l'éducation et des sociétés. Éditions Erès, Toulouse, ainsi qu'à celui de la revue du Le Croquant, Sciences Humaines, Arts et Littératures, Lyon.